# Creglingen
Creglingen è un comune tedesco di 4 595 abitanti, situato nel land del Baden-Württemberg.
Venne fondato dai celti tra il 200 e il 100 a.C.

## Luoghi di interesse artistico
- Antica farmacia sulla piazza del mercato.
- Il Marienaltar di Tilman Riemenschneider nella Chiesa di Nostro Signore (a circa 1 km a sud della città). Datato attorno al 1505-1508 è un altare ligneo considerato tra le più importanti opere di scultura lignea rinascimentale. Nel 2005 è stato celebrato il suo 500 ° anniversario.
- La chiesa protestante di Creglingen. È una basilica tardo-romanico all'origine (il coro è del 1180), ricostruita successivamente in stile barocco. La torre domina il paesaggio urbano. Interessante all'interno sono le varie tombe, un tabernacolo tardogotico, e un pulpito intarsiato del XVI secolo.
- Un antico casale rurale del 1352.
- Frauental, un monastero cistercense.
- Chiesa di San Giovanni del XII secolo a Niederrimbach.
- Cappella Ulrich a Niederrimbach-Stan.